# F. G. „Teddy“ Oke Trophy
Die F. G. „Teddy“ Oke Trophy ist eine Eishockeytrophäe der American Hockey League, die nach dem Besitzer des Canadian-Professional-Hockey-League-Teams aus Kitchener, Teddy Oke, benannt ist. Die Trophäe wird seit der Saison 2015/16 an den Gewinner der North Division vergeben. Die Auszeichnung existiert bereits seit 1924 und ist seit der Saison 1936/37 – der ersten Spielzeit der Liga – im Besitz der AHL. Damit ist sie die älteste der Liga und eine der ältesten im professionellen Eishockey überhaupt.
In der American Hockey League wurde die Trophäe zumeist an Divisionsieger vergeben. Zwischen 1952 und 1961 sowie in der Saison 1976/77 wurde sie an den Meister der Liga verliehen.

## Gewinner
| Jahr                          | Team                           |
| North-Division-Sieger         | North-Division-Sieger          |
| ----------------------------- | ------------------------------ |
| 2024/25                       | Rocket de Laval                |
| 2023/24                       | Cleveland Monsters             |
| 2022/23                       | Toronto Marlies                |
| 2021/22                       | Utica Comets                   |
| 2020/21                       | Hershey Bears                  |
| 2019/20                       | Belleville Senators            |
| 2018/19                       | Syracuse Crunch                |
| 2017/18                       | Toronto Marlies                |
| 2016/17                       | Syracuse Crunch                |
| 2015/16                       | Toronto Marlies                |
| Northeast-Division-Sieger     |                                |
| 2014/15                       | Hartford Wolf Pack             |
| 2013/14                       | Springfield Falcons            |
| 2012/13                       | Springfield Falcons            |
| 2011/12                       | Bridgeport Sound Tigers        |
| East-Division-Sieger          |                                |
| 2010/11                       | Wilkes-Barre/Scranton Penguins |
| 2009/10                       | Hershey Bears                  |
| 2008/09                       | Hershey Bears                  |
| 2007/08                       | Wilkes-Barre/Scranton Penguins |
| 2006/07                       | Hershey Bears                  |
| 2005/06                       | Wilkes-Barre/Scranton Penguins |
| 2004/05                       | Binghamton Senators            |
| 2003/04                       | Philadelphia Phantoms          |
| 2002/03                       | Binghamton Senators            |
| 2001/02                       | Bridgeport Sound Tigers        |
| New-England-Division-Sieger   |                                |
| 2000/01                       | Worcester IceCats              |
| 1999/00                       | Hartford Wolf Pack             |
| 1998/99                       | Providence Bruins              |
| 1997/98                       | Springfield Falcons            |
| 1996/97                       | Worcester IceCats              |
| North-Division-Sieger         |                                |
| 1995/96                       | Springfield Falcons            |
| 1994/95                       | Albany River Rats              |
| 1993/94                       | Adirondack Red Wings           |
| 1992/93                       | Providence Bruins              |
| 1991/92                       | Springfield Indians            |
| 1990/91                       | Springfield Indians            |
| 1989/90                       | Sherbrooke Canadiens           |
| 1988/89                       | Sherbrooke Canadiens           |
| 1987/88                       | Maine Mariners                 |
| 1986/87                       | Sherbrooke Canadiens           |
| 1985/86                       | Adirondack Red Wings           |
| 1984/85                       | Maine Mariners                 |
| 1983/84                       | Fredericton Express            |
| 1982/83                       | Fredericton Express            |
| 1981/82                       | New Brunswick Hawks            |
| 1980/81                       | Maine Mariners                 |
| 1979/80                       | New Brunswick Hawks            |
| 1978/79                       | Maine Mariners                 |
| 1977/78                       | Maine Mariners                 |
| American-Hockey-League-Sieger |                                |
| 1976/77                       | Nova Scotia Voyageurs          |
| North-Division-Sieger         |                                |
| 1975/76                       | Nova Scotia Voyageurs          |
| 1974/75                       | Providence Reds                |
| 1973/74                       | Rochester Americans            |
| East-Division-Sieger          |                                |
| 1972/73                       | Nova Scotia Voyageurs          |
| 1971/72                       | Boston Braves                  |
| 1970/71                       | Providence Reds                |
| 1969/70                       | Montréal Voyageurs             |
| 1968/69                       | Hershey Bears                  |
| 1967/68                       | Hershey Bears                  |
| 1966/67                       | Hershey Bears                  |
| 1965/66                       | Québec Aces                    |
| 1964/65                       | Québec Aces                    |
| 1963/64                       | Québec Aces                    |
| 1962/63                       | Providence Reds                |
| 1961/62                       | Springfield Indians            |
| American-Hockey-League-Sieger |                                |
| 1960/61                       | Springfield Indians            |
| 1959/60                       | Springfield Indians            |
| 1958/59                       | Buffalo Bisons                 |
| 1957/58                       | Hershey Bears                  |
| 1956/57                       | Providence Reds                |
| 1955/56                       | Providence Reds                |
| 1954/55                       | Pittsburgh Hornets             |
| 1953/54                       | Buffalo Bisons                 |
| 1952/53                       | Cleveland Barons               |
| West-Division-Sieger          |                                |
| 1951/52                       | Pittsburgh Hornets             |
| 1950/51                       | Cleveland Barons               |
| 1949/50                       | Cleveland Barons               |
| 1948/49                       | St. Louis Flyers               |
| 1947/48                       | Cleveland Barons               |
| 1946/47                       | Cleveland Barons               |
| 1945/46                       | Indianapolis Capitals          |
| 1944/45                       | Cleveland Barons               |
| 1943/44                       | Cleveland Barons               |
| 1942/43                       | Buffalo Bisons                 |
| 1941/42                       | Indianapolis Capitals          |
| 1940/41                       | Cleveland Barons               |
| 1939/40                       | Indianapolis Capitals          |
| 1938/39                       | Hershey Bears                  |
| 1937/38                       | Cleveland Barons               |
| 1936/37                       | Syracuse Stars                 |

| Jahr                                | Team                        |
| International Hockey League         | International Hockey League |
| ----------------------------------- | --------------------------- |
| 1935/36                             | Detroit Olympics            |
| 1934/35                             | Detroit Olympics            |
| 1933/34                             | London Tecumsehs            |
| 1932/33                             | Buffalo Bisons              |
| 1931/32                             | Buffalo Bisons              |
| 1930/31                             | Windsor Bulldogs            |
| 1929/30                             | Cleveland Indians           |
| Canadian Professional Hockey League |                             |
| 1928/29                             | Windsor Bulldogs            |
| 1927/28                             | Stratford Nationals         |
| 1926/27                             | London Panthers             |